# Палехская улица (Москва)
Па́лехская улица — улица на северо-востоке Москвы в Ярославском районе Северо-Восточного административного округа между улицами Дудинка и Егора Абакумова. В составе бывшего города Бабушкин называлась Большая Мытищинская улица. В 1964 года переименована по посёлку Палех Ивановской области, известный центр кустарных художественных промыслов, в связи с расположением на северо-востоке Москвы.

## Расположение
Палехская улица начинается от улицы Дудинка напротив станции Лосиноостровская, пересекает Сержантскую и Федоскинскую улицы, Югорский проезд и оканчивается на улице Егора Абакумова.

## Учреждения и организации
- Дом 2 — детский сад № 924;
- Дом 4 — детский сад № 1960;
- Дом 8 — школа № 750;
- Дом 10 — школа № 1096;

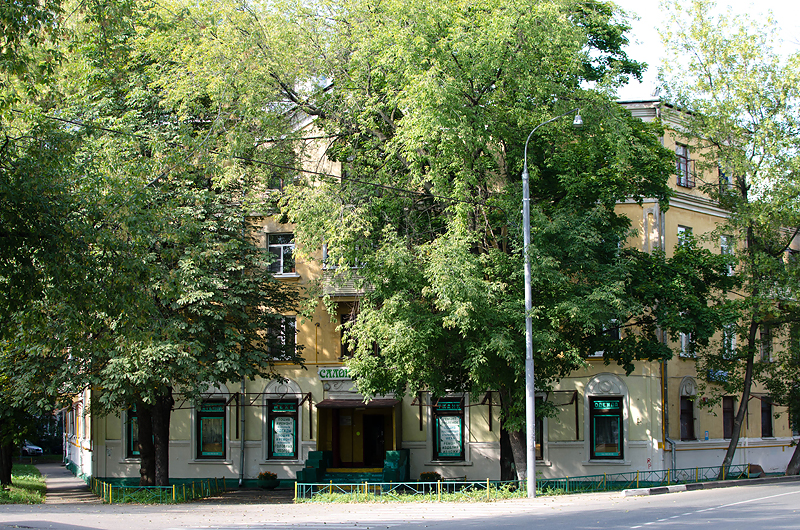
Дом № 143 по улице Палехская

- Дом 14 — отдел социальной защиты населения Ярославского района;
- Дом 16, корпус 1 — детский сад № 783;
- Дом 16, корпус 2 — детский сад № 846;
- Дом 120 — Детский сад № 967 «Сказка»;
- Дом 131, стр. 2 — магазин «Пятёрочка»;
- Дом 135 — детский сад № 1848;
- Дом 137 — школа № 1094;
- Дом 143 — жилой дом, с 1971 по 2011 год здесь жил Герой Советского Союза Ефим Березовский, на фасаде дома установлена мемориальная табличка.Памятная табличка Ефиму Березовскому на доме 143

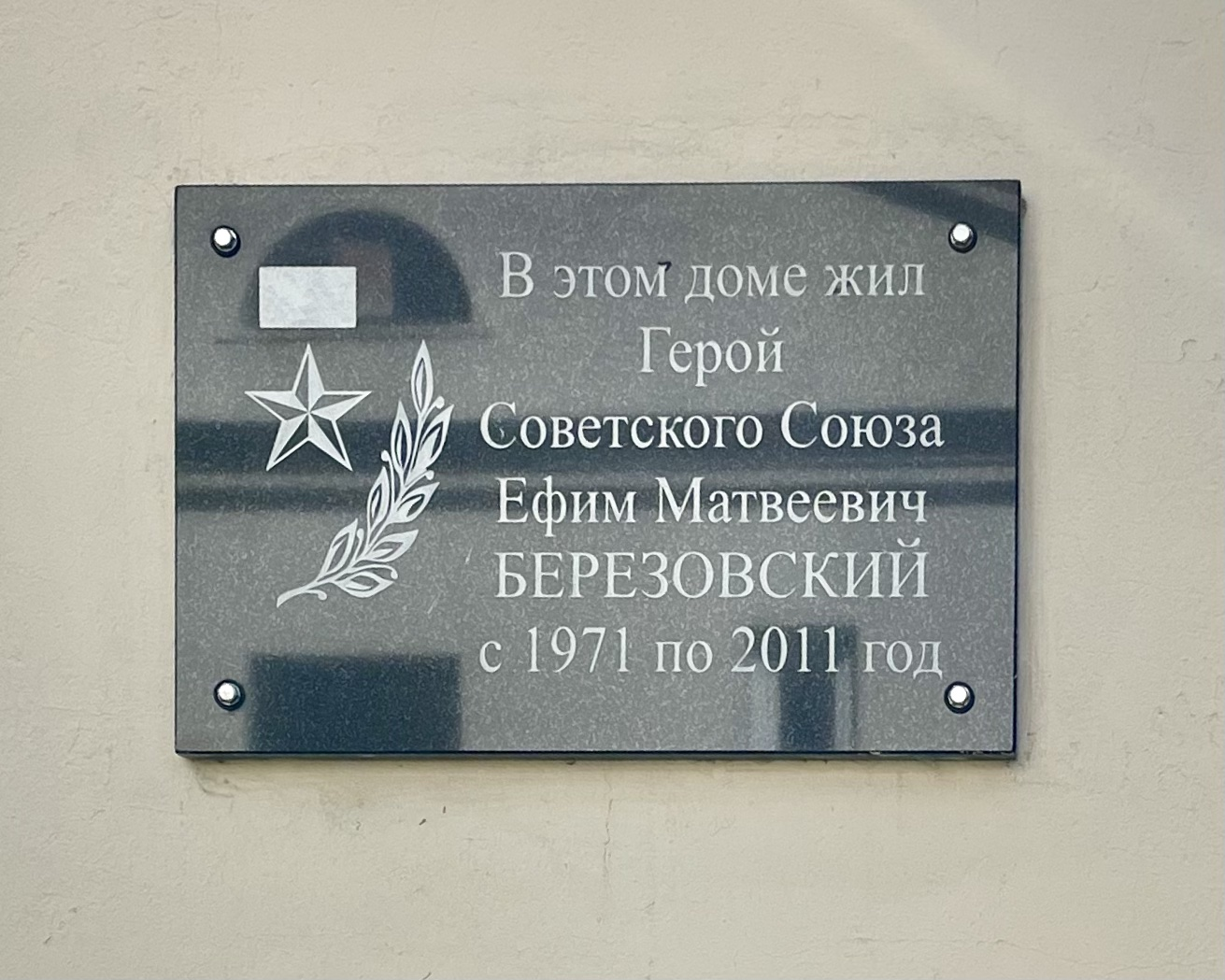
Памятная табличка Ефиму Березовскому на доме 143

- Дом 147, корпус 1, строение 2 — магазин Магнит и сауна в подвале.